# Wolfram Wagner (Komponist)
Wolfram Wagner (* 28. September 1962 in Wien) ist ein österreichischer Komponist und Flötist.

## Leben
Wolfram Wagner ist in Steyr/Oberösterreich und Schwechat/Niederösterreich aufgewachsen. Er studierte von 1977 bis 1992 an der Universität für Musik und darstellende Kunst Wien Querflöte bei Louis Rivière (Diplom 1985), Tonsatz und Komposition bei Erich Urbanner und Francis Burt (Diplom 1987) sowie Musikerziehung/Instrumentalmusikerziehung mit den Instrumenten Flöte und Klavier (Mag. art. 1992).
Zudem nahm er im Jahr 1986 an den Internationalen Ferienkursen für neue Musik in Darmstadt teil. Er belegte von 1990 bis 1992 an der Guildhall School of Music and Drama in London einen postgraduaten Lehrgang in Komposition bei Robert Saxton.
Im Jahr 1988/89 gründete Wagner zusammen mit Hannes Heher den „Verein zur Präsentation neuer österreichischer Musik“, der später in „Music on Line“ umbenannt wurde.
Er hielt Gastvorträge am Pariser Konservatorium und an den Universitäten in Amsterdam und Greensboro/USA.
Von 1991 bis 2004 war Wagner Dozent für Tonsatz und Komposition an der Universität für Musik und darstellende Kunst Wien. Seit 1992 übt Wagner diese Tätigkeit im Rahmen einer Außerordentliche Universitätsprofessur aus.
Wolfram Wagner ist Mitglied der Interessensgemeinschaft Niederösterreichischer Komponisten (INÖK) und des Österreichischen Komponistenbundes (ÖKB).

## Auszeichnungen
- 1993: Composer in Residence der Academy of St. Martin in the Fields, London
- 1995: Publicity Preis der Austro Mechana
- 1997: Gewinner des internationalen Anton Bruckner Kompositionswettbewerbs Linz
- 1998: Förderungspreis des Bundeskanzleramtes und Staatsstipendium für Komponisten
- 2008: Würdigungspreis des Landes Niederösterreich (2008)

## Werke (Auswahl)

### Ensemblemusik
- Duo für Flöte und Klavier (1982)[3]
- Präludium für Trompete und Orgel (1984)[3]
- 3 Studien – für 2 Trompeten (1985)[3]
- Zwei Sätze für Streichquartett – für zwei Violinen, Viola und Violoncello (1985)[3]
- Drei Studien für zwei Trompeten (1985)[3]
- Konzertstück – für Flöte, Klavier und zwei Schlagzeuger[3]
- Bläserquintett – für Flöte, Oboe, Klarinette, Fagott und Horn[3]
- Konzert für Saxophonquartett – für Sopransaxophon, Altsaxophon, Tenorsaxophon und Baritonsaxophon (1988)[3]
- Streichquartett – für zwei Violinen, Viola und Violoncello (1989)[3]
- Variationen und Lied – für 3 Flöten (1990)[3]
- 5 Momente – für Streichsextett, op. 108 (1991)[3]
- 2 Gesänge nach Elementarphantasien von Christian Morgenstern für Sopran, Violine und Klavier (1993)[3]
- Variationen für Klavier zu vier Händen (1994)[3]
- Oktett für Klarinette, Horn, Fagott, 2 Geigen, Bratsche, Violoncello und Kontrabaß (1995)[3]
- Trio Nr. 2 für Violine, Violoncello und Klavier (1996)[3]
- Lamento und Presto für Flöte und Streichquartett (1996)[3]
- Lieder aus der Nacht – nach Gedichten von Georg Trakl für Sopran und Streichquartett (1997)[3]
- Toccata nera – für Vibraphon und Klavier (1998)[3]
- 1. Sonate für Violoncello und Klavier (1999)[3]
- 3 Fantasien für Flöte und Violoncello (2001)[3]
- Duo für Flöte und Klavier (2004)[3]
- Trio für Violine, Klarinette und Klavier (2005)[3]
- 2. Sonate für Violoncello und Klavier (2007)[3]
- Trio für Violine, Viola und Violoncello (2008)[3]
- Allegro für Klavier – für Klavier vierhändig (2009)[3]
- Sonate für Flöte und Harfe (2010)[3]
- Trio für Klarinette, Violoncello und Klavier (2011)[3]
- Quartett für Flöte, Viola, Violoncello und Kontrabass (2012)[3]
- Ballade für Kontrabass und Klavier (2013)[3]
- Fantasiestück – für Klarinette, Kontrabass und Klavier (2014)[3]
- Miserere Fantasie über eine Gregorianische Melodie – für Trompete, Horn und Posaune (2015)[3]
- 1. Quartett für Flöte, Violine, Viola und Fagott (2016)[3]
- G.E. Konzertallegro – Für Violine und Klavier (2017)[3]
- Ballade für Oboe und Streichquartett (2019)[3]

### Orchestermusik
- Konzert für Klavier und Streichorchester (1989)[3]
- Konzert für Saxophonquartett und Streichorchester mit Schlaginstrumenten (1990)[3]
- Kammersinfonie für zehn Instrumente (1990)[3]
- Konzert für Streicher (1991/1992)[3]
- Andante D-Dur aus der Klaviersonate A-Dur D 664 – Franz Schubert, Bearbeitung für Streichorchester (1993)[3]
- Veni, Creator Spiritus – Kammersinfonie (1996)[3]
- Konzert für Violine, Violoncello, Klavier und Orchester (1997)[3]
- Fantastische Szenen – für Kammerensemble oder Kammerorchester (1997)[3]
- Elegie für Oboe und Streichorchester (1998)[3]
- Variationen für Orchester (2001)[3]
- Fantasie für Orchester um ein Fugenfragment von Wolfgang Amadeus Mozart (2004)[3]
- Orfeus – Ballade für Sopran oder Tenor und Streichorchester (2007)[3]
- Konzertante Fantasie für Solo-Violine und Streichorchester (2010)[3]
- Ballade für Kontrabass und Kammerorchester (2013)[3]
- De profundis – Fantasie über eine Gregorianische Melodie für Kammerorchester (2018)[3]

### Solomusik
- Rhapsodie – für Klarinette solo (1982)[3]
- Szene – für Klavier (1985/1986)[3]
- Orgelsolo (1986)[3]
- 6 Inventionen – für Klavier (1986)[3]
- Solo für Altflöte (1987)[3]
- Variationen für Klavier (1987)[3]
- Variationen für Sopranblockflöte (1987)[3]
- 5 Aphorismen – für Klavier (1989)[3]
- 4 Capricen – Für Trompete solo (1989)[3]
- Sonate für Violoncello solo (1989)[3]
- Variationen über 10 Haiku – für Fagott solo (1990)[3]
- 2 Kanons für Violoncello solo (1992)[3]
- Fantasie und Kanon für Klarinette solo (1996)[3]
- Elegie für Cembalo (1998)[3]
- Fantasie und Kanon für Bassgambe (1998)[3]
- 3 Impromptus für Klavier (1999)[3]
- Variationssuite für Flöte solo (2002)[3]
- Variationssuite für Gitarre solo (2003)[3]
- Tango – für Klarinette solo (2004/2017)[3]
- Passacaglia und Fuge für Violine solo (2007)[3]
- Diptychon für Orgel (2008)[3]
- Humoreske – für Kontrabass (2009)[3]
- Fantasie für Cembalo (2012)[3]
- Klaviervariationen für Isabella (2013)[3]
- 3 Soli für Englischhorn (2015)[3]
- Hymnos – für Orgel (2016)[3]
- Sonate für Viola solo (2018)[3]
- Dramolett – für Klavier (2019)[3]

### Bühnenwerke
- In der Ewigkeit des Augenblicks – Szenische Sinfonie, Text: Adelbert v. Chamisso (1991); UA am 16. Oktober 1992; Odeon Wien; Dirigent: Herwig Reiter[3]
- Ödipus – Kammeroper, Text: Herbert Vogg (1994); UA am 13. Oktober 1994; Neue Oper Austria; Dirigent: Ottokar Procházka, Regie: Thomas Birkmeir[3]
- Wenn der Teufel tanzt – Komische Oper, Text: Ernst A. Ekker (1996); UA am 17. Juli 1996; Carinthischer Sommer; Dirigent: Peter Keuschnig, Regi: Felix Benesch[3]
- Die Unvollendete ... – Ballett, Text: Alf Krauliz (1997); UA am 5. Juli 1997; Donaufestival; Dirigent: Peter Keuschnig, Choreographie: Liz King[3]
- Endlich Schluß – Kammeroper, Text: Silke Hassler, nach dem gleichnamigen Theaterstück von Peter Turrini (2002); UA am 13. September 2003; Neue Oper Wien; Dirigent: Walter Kobera, Regie: Monika Steiner[3]
- Stretta – Lyrische Szene, Text: Friederike Mayröcker (2003); UA am 31. Oktober 2004; Tiroler Landestheater & sirene Operntheater; Dirigent: Dorian Keilhack, Regie: Kristine Tornquist[3]
- Sarabande – Kammeroper, Text: Kristine Tornquist, nach Nachts unter der steinernen Brücke von Leo Perutz (2008); UA am 12. Juni 2009; sirene Operntheater; Dirigent: Jury Everhartz, Regie: Kristine Tornquist[3]
- Türkenkind – Kammeroper, Text: Kristine Tornquist nach Maria Theresias Türkenkind von Irène Montjoye (2011); UA am 14. September 2011; sirene Operntheater; Dirigent: Jury Everhartz, Regie: Kristine Tornquist[3]
- Maria Magdalena – Kirchenoper, Text: Monika Steiner (2019); UA am 6. Juli 2019 Festival Retz; Dirigent: Andreas Schüller, Regie: Monika Steiner[3]